# Laufenburg (Baden) (przystanek kolejowy)
Laufenburg (Baden) – przystanek kolejowy w Laufenburg (Baden), w kraju związkowym Badenia-Wirtembergia, w Niemczech. Posiada 2 perony.

## Połączenia
Na przystanku zatrzymują się pociągi Regionalbahn.
Połączenia (stacje końcowe):
- Bazylea
- Lauchringen
- Singen (Hohentwiel)
- Waldshut-Tiengen